# Xosé Luís Fontenla Méndez
Xosé Luís Fontenla Méndez, nascido em 1915 e finado em Pontevedra a 14 de decembro 1998, foi um professor (mestre) e político galeguista.

## Trajectória
Filho de Antonio Fontenla Romero, foi aluno da Escola Normal de Pontevedra. Colaborou com a Secção de Psicologia do Seminario de Estudos Galegos dirigida por Antón Iglesias Vilarelle. Pertenceu a Labor Gallega de Pontevedra. Participou em maio de 1934 na primeira Assembleia da Federação de Mocidades Galeguistas e foi eleito para a Secretária Executiva. Católico e conservador foi também membro do Partido Galeguista de Pontevedra ao que se manteve fiel, nunca tendo participado no partido Dereita Galeguista, cisão deste, apesar de isso ter sido referenciado por erro nalguns jornais quando a sua morte.
Foi mestre em Arvo. Depois da guerra civil espanhola teve a intenção de publicar novamente a revista Logos junto com Iglesias Vilarelle, mas as autoridades franquistas exigiram-lhes uma declaração de adesão ao Movimiento Nacional e decidiram não continuar com o projecto. Foi agente de seguros na província de Pontevedra.
Participou na Assembleia de constituição da editorial Galaxia, celebrada em Santiago de Compostela a 25 de xullo de 1950. Realizou a primeira versão galega dos Evangelhos em La Noche e traduziu o Ordinário da Misa para galego. Foi um dos fundadores da editorial SEPT, e do Ateneo e do Cine Club de Pontevedra.
Morreu em Pontevedra com 83 anos.

## Vida pessoal
Casou com Rosa Rodríguez Pérez, filha de Bautista Rodríguez Vilas presidente da Câmara de Arvo até 1936. 
Foi pai de José Luís Fontenla Rodrigues.